# William Lisle Bowles
William Lisle Bowles (24 de septiembre de 1762 - 7 de abril de 1850) fue un poeta, clérigo y crítico británico.

## Biografía
Nació en King's Sutton, Northamptonshire, Inglaterra, y estudió en la escuela Winchester College y en la Universidad de Oxford.
Después de graduarse, Bowles se convirtió en sacerdote y enseñó en varias escuelas, incluyendo la de su antigua escuela, Winchester College. En 1789, publicó su primer libro de poesía, "Catorce sonetos", que fue bien recibido por la crítica literaria de la época.
Bowles se destacó por su amor por la naturaleza y su habilidad para plasmar la belleza y el poder de los paisajes naturales en su poesía. Esto se puede ver en su obra más conocida, "El Espíritu de Descubrimiento" (1804), en la que celebra los logros de los exploradores y los descubridores en un tono poético y heroico.
También fue conocido por su amistad con el poeta Samuel Taylor Coleridge, quien consideraba a Bowles como su mentor literario. Sin embargo, Bowles y Coleridge tuvieron una amarga disputa literaria en la década de 1810, que resultó en una serie de poemas satíricos escritos por Coleridge que criticaban la poesía de Bowles.
A pesar de la controversia, Bowles continuó escribiendo poesía durante toda su vida y fue reconocido como uno de los poetas románticos menores de la época. Murió en Bremhill, Wiltshire, Inglaterra, en 1850, a la edad de 88 años.
Puntos Relevantes:
En 1789, publicó su primera obra, Catorce sonetos, que fue bien recibida por el público y además supuso una influencia para otros poetas como Robert Southey, Samuel Taylor Coleridge y William Wordsworth.
En 1806, publicó una edición con notas del trabajo Alexander Pope y un ensayo, en el que se establecen los cánones determinados en cuanto a las imágenes poéticas que, a excepción de algunas modificaciones, han sido reconocidos como verdaderos y valiosos, pero que en el momento recibieron una fuerte oposición de los admiradores de Pope y su estilo. Bowles mantiene que las imágenes extraídas de la naturaleza son poéticamente más hermosas que las que proceden del arte y que en los más altos tipos de poesía, los temas o las pasiones deben ser manejados de una manera general o elemental y no las formas transitorias de cualquier sociedad.

## Obras
- Catorce sonetos (1789)
- El espíritu del descubrimiento (1804)
- El misionero de los Andes (1815)
- La tumba del último sajón (1822)
- San Juan en Patmos (1833)